# Боков, Лев Алексеевич
Лев Алексе́евич Бо́ков (6 декабря 1944, Томск — 24 декабря 2015, там же) — советский учёный в области радиоэлектроники, профессор. Почётный работник высшего профессионального образования Российской Федерации.

## Биография
Окончил Томский институт радиоэлектроники и электронной техники по специальности «Диэлектрики и полупроводники» (1969). Работал там же на кафедре сверхвысоких частот.
В 1980-е годы исполнитель научно-исследовательских работ по заказам военного ведомства, за которые награждён премией Министра обороны СССР.
С 1989 года — заместитель декана, с 2001 года — декан радиотехнического факультета ТУСУР. С 2008 года — первый проректор университета по учебной работе.
В честь проректора назван студенческий строительный отряд  "РадиоBOOM" им. Л.А. Бокова.
Автор 5 учебных пособий и 5 изобретений.

## Награды и звания
Награждён медалью ордена «За заслуги перед Отечеством» II степени (2013).

## Сочинения
- Электромагнитные поля и волны: учеб. пособие для студентов, обучающихся по направлениям подгот. 654200 «Радиотехника», 654400 «Телекоммуникации». Томск. гос. ун-т систем упр. и радиоэлектроники 2003. 213, [1] с. ил., табл. 21 см